# Regard
Regard (* 23. Juli 1993 in Ferizaj; bürgerlich Dardan Aliu; auch DJ Regard) ist ein kosovarischer DJ und Musikproduzent.

## Karriere
Bekanntheit erlangte Regard im Sommer 2019 durch das Lied Ride It. Es ist ein Cover bzw. Remix des gleichnamigen Liedes von Jay Sean, welches 2008 Platz 11 der britischen Charts erreichen konnte. Der Song im Deep-House-Stil ging vor allem durch TikTok viral, wo durch eine Challenge mehr als 4,1 Millionen von Nutzern gemachte Videos dazu erstellt wurden. Auch auf Spotify war der Song erfolgreich. Aufgrund dieses Erfolgs erhielt Regard einen Plattenvertrag beim Label Ministry of Sound. Seine Version des Liedes konnte in Großbritannien mit Platz zwei die Platzierung des Originals übertreffen und außerdem in diverse Musikcharts weltweit einsteigen. In Deutschland erreichte das Lied Platz vier der Singlecharts.

## Diskografie
Singles

| Jahr | Titel Album                        | Höchstplatzierung, Gesamtwochen, AuszeichnungChartplatzierungen (Jahr, Titel, Album, Platzierungen, Wochen, Auszeichnungen, Anmerkungen) | Höchstplatzierung, Gesamtwochen, AuszeichnungChartplatzierungen (Jahr, Titel, Album, Platzierungen, Wochen, Auszeichnungen, Anmerkungen) | Höchstplatzierung, Gesamtwochen, AuszeichnungChartplatzierungen (Jahr, Titel, Album, Platzierungen, Wochen, Auszeichnungen, Anmerkungen) | Höchstplatzierung, Gesamtwochen, AuszeichnungChartplatzierungen (Jahr, Titel, Album, Platzierungen, Wochen, Auszeichnungen, Anmerkungen) | Höchstplatzierung, Gesamtwochen, AuszeichnungChartplatzierungen (Jahr, Titel, Album, Platzierungen, Wochen, Auszeichnungen, Anmerkungen) | Höchstplatzierung, Gesamtwochen, AuszeichnungChartplatzierungen (Jahr, Titel, Album, Platzierungen, Wochen, Auszeichnungen, Anmerkungen) | Anmerkungen |
| Jahr | Titel Album                        | DE | AT | CH | UK | US | Dance | Anmerkungen |
| ---- | ---------------------------------- | --- | --- | --- | --- | --- | --- | --- |
| 2019 | Ride It –                          | DE4 ×2Doppelplatin · (75 Wo.)DE | AT5 ×3Dreifachplatin · (45 Wo.)AT | CH2 ×2Doppelplatin · (99 Wo.)CH | UK2 ×3Dreifachplatin · (53 Wo.)UK | US62 Platin · (10 Wo.)US | Dance3 (52 Wo.)Dance | Erstveröffentlichung: 26. Juli 2019 Verkäufe: + 6.253.333                                                        |
| 2020 | Secrets Euphoric Sad Songs         | DE84 Gold · (5 Wo.)DE | AT— GoldAT | CH85 (5 Wo.)CH | UK6 Platin · (26 Wo.)UK | — | Dance8 (26 Wo.)Dance | Erstveröffentlichung: 24. April 2020 Verkäufe: + 1.390.000; mit Raye                                             |
| 2020 | Say My Name –                      | DE— aDE | — | — | — | — | Dance35 (3 Wo.)Dance | Erstveröffentlichung: 24. Juli 2020 Verkäufe: + 40.000; vs. Dimitri Vegas & Like Mike; Original: Destiny’s Child |
| 2021 | You –                              | DE— bDE | — | — | UK46 Silber · (17 Wo.)UK | US58 Platin · (11 Wo.)US | Dance1 (28 Wo.)Dance | Erstveröffentlichung: 15. April 2021 Verkäufe: + 1.480.000; mit Troye Sivan & Tate McRae                         |
| 2021 | Signals –                          | DE— cDE | — | — | — | — | — | Erstveröffentlichung: 29. Oktober 2021 mit Kwabs                                                                 |
| 2022 | Hallucination Night Call (Reissue) | — | — | — | UK56 Silber · (11 Wo.)UK | — | Dance28 (10 Wo.)Dance | Erstveröffentlichung: 18. Februar 2022 Verkäufe: + 200.000; mit Years & Years                                    |
| 2022 | No Love For You –                  | — | — | — | — | — | Dance36 (8 Wo.)Dance | Erstveröffentlichung: 4. November 2022 mit Drop-G                                                                |
| 2023 | New York –                         | — | — | — | — | — | Dance32 (1 Wo.)Dance | Erstveröffentlichung: 6. Januar 2023 mit Steve Aoki & Mazie                                                      |
| 2023 | No Sleep –                         | — | — | — | — | — | Dance49 (1 Wo.)Dance | Erstveröffentlichung: 17. März 2023 mit Ella Henderson                                                           |

Weitere Singles
- 2016: Your Face (feat. Binnay)
- 2016: No One like You (feat. Scarlett Quinn)
- 2017: Me & I (feat. Sarah Abad)
- 2018: Love Yourself (feat. Scarlett Quinn)
- 2018: You’re Mine
- 2018: Sun Goes Down (mit Drop G feat. Evrencan Gündüz)
- 2018: Call Me (feat. Veronica Brawo)
- 2018: Dream (mit Venta)
- 2019: Break My Heart (mit Osman Altun & Megan Kashat)
- 2019: Time (mit DJ Marlon)
- 2019: Deep Control (mit Drop G & Ömer Bükülmezoğlu)
- 2019: You Will Be My Queen (mit Michael Shynes)
- 2019: Desert Love (mit Ömer Bükülmezoğlu)
- 2019: Good Vibes (mit LePrince)
- 2023: No Sleep (mit Ella Henderson)

## Auszeichnungen für Musikverkäufe
| Goldene Schallplatte - Belgien - 2020: für die Single Secrets - Dänemark - 2024: für die Single You - Italien - 2021: für die Single Secrets - 2024: für die Single You - Kanada - 2023: für die Single Say My Name - Mexiko - 2021: für die Single Secrets - Polen - 2024: für die Single You - 2024: für die Single Hallucination - Spanien - 2024: für die Single Secrets | Platin-Schallplatte - Australien - 2020: für die Single Secrets - Dänemark - 2023: für die Single Secrets - Frankreich - 2024: für die Single Secrets - Kanada - 2023: für die Single Secrets - Polen - 2021: für die Single Secrets 2× Platin-Schallplatte - Belgien - 2020: für die Single Ride It - Dänemark - 2021: für die Single Ride It - Griechenland - 2024: für die Single Ride It - Kanada - 2023: für die Single You - Mexiko - 2023: für die Single Ride It - Portugal - 2021: für die Single Ride It - Spanien - 2024: für die Single Ride It | 3× Platin-Schallplatte - Italien - 2021: für die Single Ride It 5× Platin-Schallplatte - Neuseeland - 2024: für die Single Ride It 7× Platin-Schallplatte - Australien - 2021: für die Single Ride It - Kanada - 2023: für die Single Ride It Diamantene Schallplatte - Frankreich - 2020: für die Single Ride It - Mexiko - 2023: für die Single Ride It - Polen - 2021: für die Single Ride It |

Anmerkung: Auszeichnungen in Ländern aus den Charttabellen bzw. Chartboxen sind in ebendiesen zu finden.
| Land/RegionAuszeichnungen für Musikverkäufe (Land/Region, Auszeichnungen, Verkäufe, Quellen) | Silber     | Gold       | Platin       | Diamant     | Verkäufe  | Quellen             |
| -------------------------------------------------------------------------------------------- | ---------- | ---------- | ------------ | ----------- | --------- | ------------------- |
| Australien (ARIA)                                                                            | —          | —          | 8× Platin8   | —           | 560.000   | aria.com.au         |
| Belgien (BRMA)                                                                               | —          | Gold1      | 2× Platin2   | —           | 100.000   | ultratop.be         |
| Dänemark (IFPI)                                                                              | —          | Gold1      | 3× Platin3   | —           | 315.000   | ifpi.dk             |
| Deutschland (BVMI)                                                                           | —          | Gold1      | 2× Platin2   | —           | 1.000.000 | musikindustrie.de   |
| Frankreich (SNEP)                                                                            | —          | —          | Platin1      | Diamant1    | 533.333   | snepmusique.com     |
| Griechenland (IFPI)                                                                          | —          | —          | 2× Platin2   | —           | 40.000    | Einzelnachweise     |
| Italien (FIMI)                                                                               | —          | 2× Gold2   | 3× Platin3   | —           | 295.000   | fimi.it             |
| Kanada (MC)                                                                                  | —          | Gold1      | 10× Platin10 | —           | 840.000   | musiccanada.com     |
| Mexiko (AMPROFON)                                                                            | —          | Gold1      | 2× Platin2   | Diamant1    | 450.000   | amprofon.com.mx     |
| Neuseeland (RMNZ)                                                                            | —          | —          | 5× Platin5   | —           | 150.000   | radioscope.co.nz    |
| Österreich (IFPI)                                                                            | —          | Gold1      | 3× Platin3   | —           | 105.000   | ifpi.at             |
| Polen (ZPAV)                                                                                 | —          | 2× Gold2   | Platin1      | Diamant1    | 170.000   | olis.pl             |
| Portugal (AFP)                                                                               | —          | —          | 2× Platin2   | —           | 20.000    | Einzelnachweise     |
| Schweiz (IFPI)                                                                               | —          | —          | 2× Platin2   | —           | 40.000    | hitparade.ch        |
| Spanien (Promusicae)                                                                         | —          | Gold1      | 2× Platin2   | —           | 150.000   | elportaldemusica.es |
| Vereinigte Staaten (RIAA)                                                                    | —          | —          | 2× Platin2   | —           | 2.000.000 | riaa.com            |
| Vereinigtes Königreich (BPI)                                                                 | 2× Silber2 | —          | 4× Platin4   | —           | 2.800.000 | bpi.co.uk           |
| Insgesamt                                                                                    | 2× Silber2 | 11× Gold11 | 54× Platin54 | 3× Diamant3 |           |                     |

## Belege
1. ↑  Jay Sean in den britischen Charts
2. ↑  Ride It: Jay Sean's song re-charting because of TikTok. In: BBC News. 28. September 2019, archiviert vom Original am 3. Oktober 2019; abgerufen am 8. Mai 2025.
3. 1 2  Chartquellen: DE AT CH UK US
4. ↑  Offizielle Single Trending Charts. In: mtv.de. GfK Entertainment, 31. Juli 2020, abgerufen am 31. Juli 2020.
5. ↑  Offizielle Single Trending Charts. In: mtv.de. GfK Entertainment, 23. April 2021, abgerufen am 23. April 2021.
6. ↑  Single Trending Charts. In: mtv.de. GfK Entertainment, 4. Februar 2022, abgerufen am 4. Februar 2022.
7. ↑  Official IFPI Charts Digital Singles Chart (International) Week: 30/2024 (Memento vom 31. Juli 2024 im Internet Archive)
8. ↑  2× Platin für Ride It in Portugal